# Lygodactylus picturatus
Lygodactylus picturatus is een hagedis uit de infraorde gekko's (Gekkota) en de familie Gekkonidae.

## Naam en indeling
De wetenschappelijke naam van de soort werd voor het eerst voorgesteld door Wilhelm Peters in 1870. Oorspronkelijk werd de wetenschappelijke naam Hemidactylus picturatus gebruikt.
De soortaanduiding picturatus betekent vrij vertaald 'bont gekleurd'.

### Ondersoorten
De soort wordt verdeeld in twee ondersoorten die onderstaand zijn weergegeven, met de auteur en het verspreidingsgebied.
| Naam                               | Auteur          | Verspreidingsgebied                  |
| ---------------------------------- | --------------- | ------------------------------------ |
| Lygodactylus picturatus picturatus | Peters, 1871    | De rest van het verspreidingsgebied. |
| Lygodactylus picturatus sudanensis | Loveridge, 1935 | Eritrea, Soedan, Ethiopië            |

## Uiterlijke kenmerken
De hagedis bereikt een totale lichaamslengte tot negen centimeter waarvan ongeveer de helft bestaat uit de staart. De vrouwtjes blijven gemiddeld iets kleiner. De lichaamskleur van Lygodactylus picturatus is blauwgrijs tot blauw van kleur, met vage zwarte dorsale lengtestrepen. De kop is helder geel van kleur met zwarte, vlekkerige lengtestrepen. Geslachtsonderscheid is met geoefend oog niet moeilijk; mannetjes hebben een verdikte staartbasis en zijn helderder blauw van kleur dan de vrouwelijke exemplaren.

## Levenswijze
De gekko is populair in de handel in exotische dieren. Bij een goede verzorging planten de dieren zich gemakkelijk voort. Het voedsel bestaat uit kleine Insecten en geleedpotigen. Ook zoete nectar en honing wordt geaccepteerd.
De eieren van L. picturatus zijn wit van kleur, een legsel bevat steeds twee eieren en wordt in een holle boomstronk of plant gedeponeerd. De jongen hebben een lichaamslengte van ongeveer 2,5 centimeter als ze uit het ei kruipen en zijn na tien tot twaalf maanden volwassen.

## Verspreiding en habitat

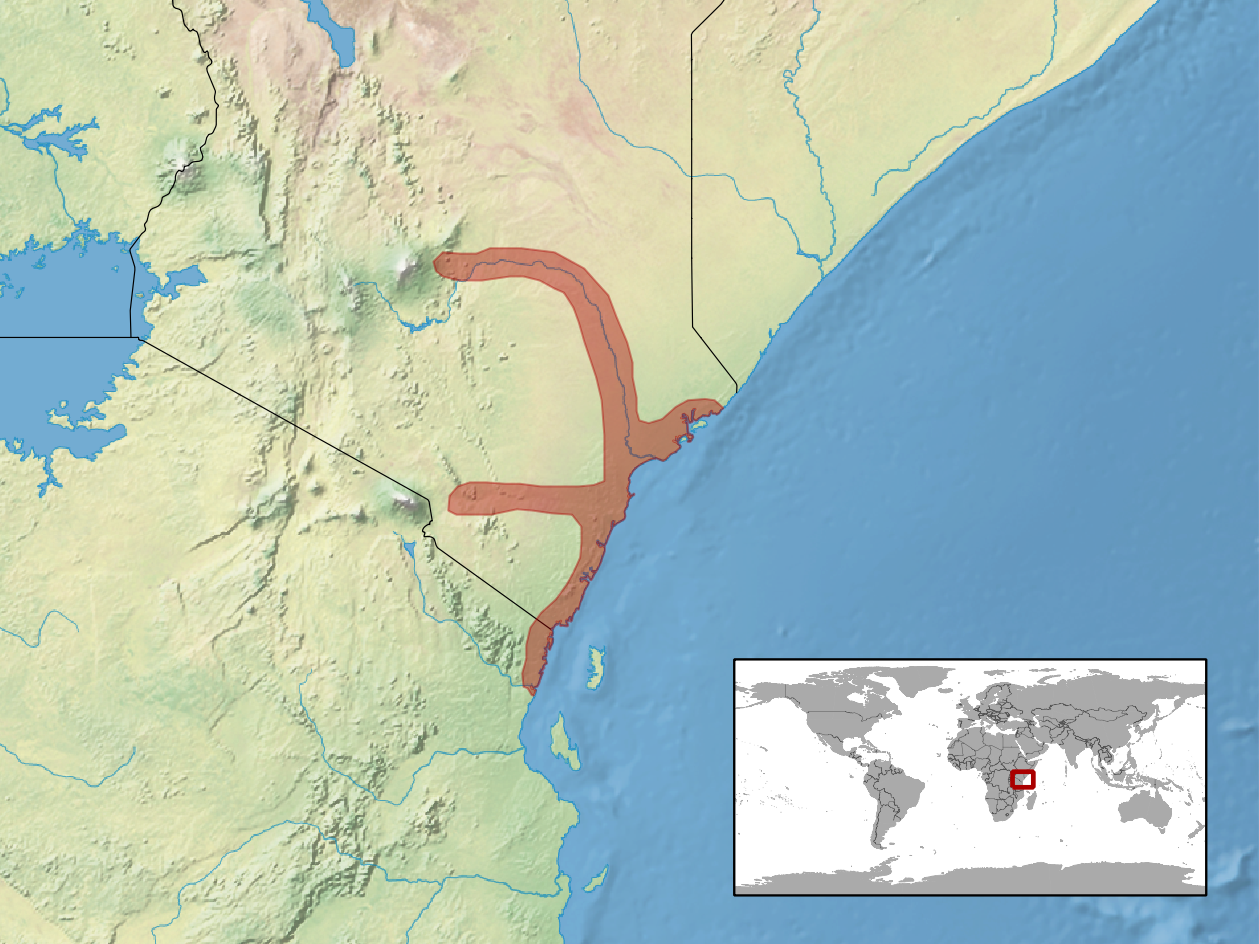
Verspreidingsgebied in het rood.

De gekko komt voor in delen van Afrika en leeft in de landen Kenia, Tanzania, Ethiopië, Kenia, Mozambique, Zimbabwe, Somalië, Zambia, Congo-Kinshasa, Soedan, Eritrea, Ethiopië, Centraal-Afrikaanse Republiek, Burkina Faso, Senegal, Mali, Gambia, Kameroen, Guinea, Nigeria, Oeganda, mogelijk in Rwanda, Burundi, Equatoriaal-Guinea, Benin, Togo, Ghana, Ivoorkust, Liberia, Sierra Leone en Guinee-Bissau.
De habitat bestaat uit vochtige tropische en subtropische laaglandbossen en droge savannen. Ook in door de mens aangepaste streken zoals landelijke tuinen kan de hagedis worden gevonden. De soort is aangetroffen van zeeniveau tot op een hoogte van ongeveer 1000 meter boven zeeniveau.

## Beschermingsstatus
Door de internationale natuurbeschermingsorganisatie IUCN is de beschermingsstatus 'veilig' toegewezen (Least Concern of LC).